# Raymond (Iowa)
Raymond es una ciudad ubicada en el condado de Black Hawk en el estado estadounidense de Iowa. En el Censo de 2010 tenía una población de 788 habitantes y una densidad poblacional de 186,43 personas por km².

## Geografía
Raymond se encuentra ubicada en las coordenadas 42°28′10″N 92°13′47″O / 42.46944, -92.22972. Según la Oficina del Censo de los Estados Unidos, Raymond tiene una superficie total de 4.23 km², de la cual 4.23 km² corresponden a tierra firme y (0%) 0 km² es agua.

## Demografía
Según el censo de 2010, había 788 personas residiendo en Raymond. La densidad de población era de 186,43 hab./km². De los 788 habitantes, Raymond estaba compuesto por el 97.08% blancos, el 0.89% eran afroamericanos, el 0% eran amerindios, el 0.51% eran asiáticos, el 0.13% eran isleños del Pacífico, el 0.51% eran de otras razas y el 0.89% pertenecían a dos o más razas. Del total de la población el 1.02% eran hispanos o latinos de cualquier raza.